# James Shuler
James Shuler (ur. 29 maja 1959, zm. 17 marca 1986 w Filadelfii) – amerykański bokser zawodowy.

## Amatorska kariera
Był dwukrotnym zwycięzcą National Golden Gloves w 1979 i 1980 roku w wadze lekko średniej. Był członkiem reprezentacji USA która zginęła 14 marca 1980 roku w katastrofie lotniczej na Okęciu jednakże z powodu kontuzji nie znalazł się w samolocie. Był jednym z trzech ocalałych bokserów obok Bobby′ego Czyza oraz Alexa Ramosa. Zakwalifikował się również do reprezentacji bokserskiej na igrzyska olimpijskie w Moskwie jednakże nie wystąpił na igrzyskach z powodu bojkotu gospodarza igrzysk przez wiele państw w tym przez Stany Zjednoczone.

## Profesjonalna kariera
Po nieudanym wyjeździe na igrzyska olimpijskie przeszedł na zawodowstwo i 12 września 1980 zadebiutował na profesjonalnych ringach w wadze średniej wygrywając przez techniczny nokaut w drugiej rundzie Chrisa Rogersa. 23 października 1982 pokonał jednogłośną decyzją doświadczonego Sugar Raya Sealesa odbierając mu pas NABF. Niepokonany kroczył aż do 10 marca 1986, gdzie stanął przeciw mistrzowi czterech przedziałów wagowych Thomasa Hearnsa, gdzie po zaledwie jednej minucie i trzynastu sekundach pierwszej rundy został przez niego znokautowany doznając pierwszej porażki i tracąc pas.

## Śmierć
Siedem dni po walce zginął w wypadku na motocyklu który zakupił za gażę z tego pojedynku. Zginął dokładnie sześć lat i trzy dni po pamiętnej katastrofie samolotu, w którym pierwotnie miał się znaleźć. 

## Ciekawostki
- Thomas Hearns zszokowany śmiercią swojego niedawnego rywala oddał pas NABF, który zdobył po zwycięstwie nad Shulerem jego rodzinie.
- W 1995 roku powstała szkoła boksu w Filadelfii nazwana James Shuler Memorial Boxing Gym[3].